# Список земноводних Домініки
Цей список є списком видів земноводних, спостережених на території Домініки. Він включає 4 види жаб, з них один вид ендемічний та один завезений. Хвостаті земноводні та черв'яги на Домініці відсутні.

## Позначки
Теги, що використовуються для виділення охоронного статусу кожного виду за оцінками МСОП:
| EX | Extinct               | Зниклий                          |
| CR | Critically Endangered | Перебуває під критичною загрозою |
| EN | Endangered            | Перебуває під загрозою           |
| VU | Vulnerable            | Уразливий                        |
| NT | Near Threatened       | Близький до загрозливого стану   |
| LC | Least Concern         | У найменшій загрозі              |
| DD | Data Deficient        | Відомості недостатні             |
| NE | Not Evaluated         | Види з недослідженим статусом    |

Інші теги, що використовуються для виділення окремих видів:
| E | Endemic    | Ендемічний вид |
| I | Introduced | Інтродукований |

## Ряд Безхвості (Anura)
До ряду безхвостих відносять жаб, ропух та подібні форми. Відомо 4800 видів безхвостих земноводних, з них в Домініці трапляється 4 види.

### Родина Свистунові (Leptodactylidae)
| Українська назва                     | Латинська назва                 | Автор таксона                 | Охоронний статус МСОП | Теги | Зображення |
| Ряд: Безхвості (Anura)               |                                 |                               |                       |      |            |
| Родина: Свистунові (Leptodactylidae) |                                 |                               |                       |      |            |
|                                      | Eleutherodactylus amplinympha   | Kaiser, Green & Schmidt, 1994 | EN                    | Е    |            |
|                                      | Eleutherodactylus johnstonei    | Barbour, 1914                 | LC                    | І    |            |
| Жаба мартиніканська                  | Eleutherodactylus martinicensis | Tschudi, 1838                 | NT                    |      |            |
|                                      | Leptodactylus fallax            | (Müller, 1926)                | CR                    |      |            |